# Revolucionarna pot Washington–Rochambeau
Revolucionarna pot Washington–Rochambeau je niz cest, dolg 680 milj (1,090 km) uporabljenih s strani kontinentalne vojske pod poveljstvom Georga Washingtona in Expédition Partulière pod poveljstvom Jean-Baptiste de Rochambeau med njihovim 14-tedenskim pohodom iz Newporta, Rhode Island v Yorktown, Virginia.
Francoske sile so zapustile Rhode Island junija 1781 in se naslednji mesec pridružile Washingtonovim silam na reki Hudson. Združene ameriške in francoske vojske so se avgusta odpravile proti jugu in korakale skozi New Jersey, Pennsylvanijo, Delaware in Maryland, pot, ki jim je omogočila, da so se izognile britanskim četam. V Williamsburg v Virginiji]] so prispele konec septembra, nekaj tednov po tem, ko je francoska kraljeva flota zmagala v bitki pri Chesapeaku, s čimer so Britancem preprečile okrepitev ali evakuacijo vojske generala Charlesa Cornwallisa. 22. septembra so se združile s četami pod poveljstvom markiza de Lafayette. Tritedensko obleganje Yorktowna je privedlo do Cornwallisove predaje 19. oktobra 1781. Pot je označena kot Nacionalna zgodovinska pot z interpretativno literaturo, znaki in razstavami, ki opisujejo ključno vlogo francoske diplomatske, vojaške in gospodarske pomoči Združenim državam med ameriško revolucionarno vojno.

## Dodatno branje
- Hall, Charles S. (1905). Life and Letters of Samuel Holden Parsons. Binghamton, NY: Ostenigo Publishing Co. ISBN 978-1407746340.